# The Story (album de Bizzy Bone)
Albums de Bizzy Bone
Thugs Revenge
(2006) The Midwest Cowboy
(2006)
The Story est le sixième album studio de Bizzy Bone, sorti le 21 mars 2006.
L'album s'est classé 19e au Top Independent Albums et 47e au Top R&B/Hip-Hop Albums.

## Liste des titres
| No  | Titre                      | Durée |
| --- | -------------------------- | ----- |
| 1.  | The Truth                  | 1:32  |
| 2.  | All Day, All Night         | 4:41  |
| 3.  | Play It Again              | 6:12  |
| 4.  | When I See                 | 5:37  |
| 5.  | So What Cha' Sayin         | 4:26  |
| 6.  | Bizzy's Story              | 4:49  |
| 7.  | It's Only Me               | 3:56  |
| 8.  | They Don't Know            | 4:29  |
| 9.  | Gone                       | 0:10  |
| 10. | Maybe You Can Hold Me      | 4:38  |
| 11. | The Future Thugs-N-Harmony | 2:29  |
| 12. | My Vengeance               | 0:45  |
| 13. | One Time                   | 4:01  |
| 14. | Represent                  | 1:32  |